# Calopsephus
Calopsephus là một chi bọ cánh cứng trong họ 
Elateridae.
Chi này được miêu tả khoa học năm 1958 bởi Basilewsky.

## Các loài
Chi này có các loài:
- Calopsephus apicalis (Schwarz, 1903)